# Шолудивник королівський
{{#ifeq:0|0|{{#if:Pedicularis sceptrum-carolinum|{{#if:|[[]}}|[[]]}}}}
Шолуди́вник королі́вський (Pedicularis sceptrum-carolinum) — багаторічна рослина родини вовчкових. Піздньогляціальний релікт, занесений до Червоної книги України у статусі «Вразливий». Маловідома декоративна культура.

## Назва
Українська видова назва «королівський» походить від дещо зміненої латинської sceptrum-carolinum, яка, в свою чергу, перекладається як «Карлів скіпетр». Цю назву першовідкривач виду Карл Лінней дав йому на честь блискучої перемоги шведського короля Карла XII у битві під Нарвою.

## Опис
Трав'яниста рослина 20-100 см заввишки, гемікриптофіт, напівпаразит. Кореневище коротке. Стебла у кількості 1-5 штук голі, гладкі, зелені або коричнево-червоні. Нижні стеблові й прикореневі листки поступово звужені в черешок, їхні пластинки 8-30 см завдовжки i 1,5-3 см завширшки, пірчастонадрізані на яйцеподібно- або довгасто-яйцеподібні тупі частки з великими округлими зубцями. Стеблові листки кільчасті або чергові, видовжені, тупі, при основі цілокраї, нечисленні. Листки так само, як і стебла, можуть бути забарвлені в темно-червоний колір.
Суцвіття — видовжена малоквіткова китиця завдовжки 7-20 см. Приквітки трохи довші за чашечку, яйцеподібні, дрібнозубчасті. Чашечка 12-14 мм завдовжки, дзвоникоподібна, з п'ятьма рівними зубцями, утричі коротшими від трубочки. Віночок 30-40 мм завдовжки, блідо-жовтий, з ліловою на кінці нижньою губою. Верхня губа пряма, без носика й зубчиків; нижня — також пряма, дорівнює верхній i притиснута до неї. Плід — куляста коробочка, 15 мм завдовжки, загострена, удвічі довша від чашечки.

## Екологія та поширення

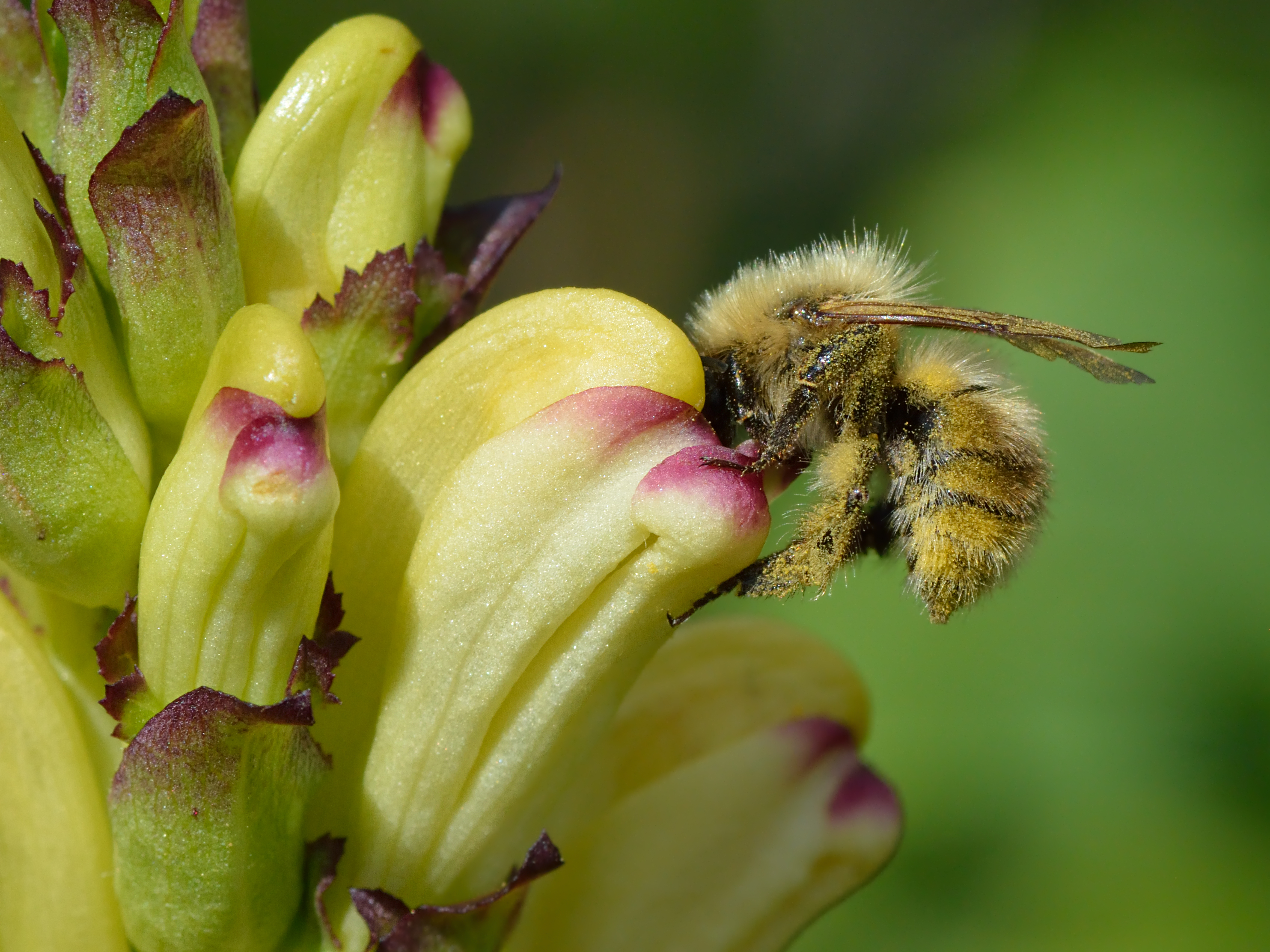
Запилення

Рослина морозостійка, світло- та вологолюбна, недовговічна — тривалість життя однієї особини не перевищує 3-5 років. Зростає на низинних та перехідних болотах, вологих луках, у чагарникових заростях по краям боліт. Часто утворює угруповання з шейхцерією болотною та осокою чорною.
Квітне у червні-серпні, плодоносить у серпні-вересні.
Ареал виду охоплює холодні регіони Євразії: Центральну Європу (на південь до Альп), Скандинавію, Сибір, Далекий Схід. В Китаї, Монголії, на Японських островах шолудивник королівський трапляється лише у верхньому поясі гір, де прохолодніше. Через Україну проходить південна межа розповсюдження, тому цю рослину можна знайти переважно у Поліссі та північно-західній частині Поділля. В лісостеповій зоні вона трапляється зрідка та й те лише в правобережній її частині.

## Значення і статус виду
Окрім української Червоної книги ця рослина занесена до Червоного списку Польщі, знаходиться під охороною в Німеччині та Словаччині. Популяції шолудивника королівського скорочуються у багатьох країнах Європи через осушення боліт і зміну середовища. Така тенденція спостерігається в Німеччині, Фінляндії, Австрії, причому в останній країні вид, ймовірно, цілком зник. В Чехії вид достеменно винищений. В Україні він охороняється в Поліському та Рівненському природних заповідниках (на теренах колишнього заказника «Сомине»). Популяції, описані в XIX–XX століттях в заповіднику «Розточчя» та Львівській області, втрачені. Водночас, на торфовищі Печенія, що біля Львова, знайдено осередок з кількох сотень особин.
Декоративні якості цього виду посередні, його вирощують переважно з демонстраційною метою в ботанічних садах.

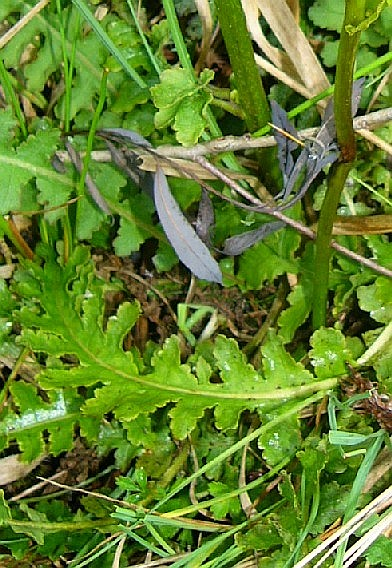
Прикореневий листок
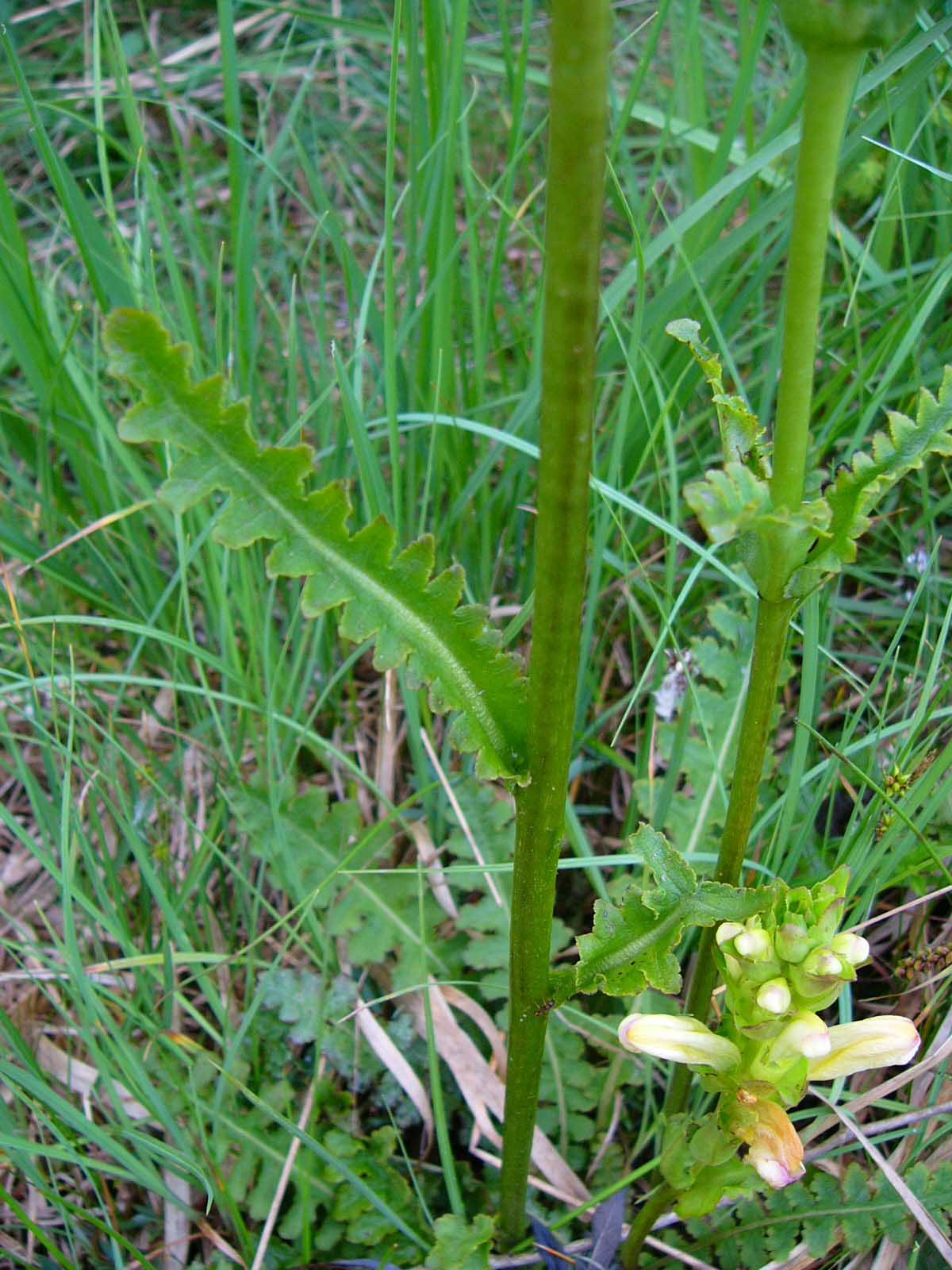
Стебловий листок
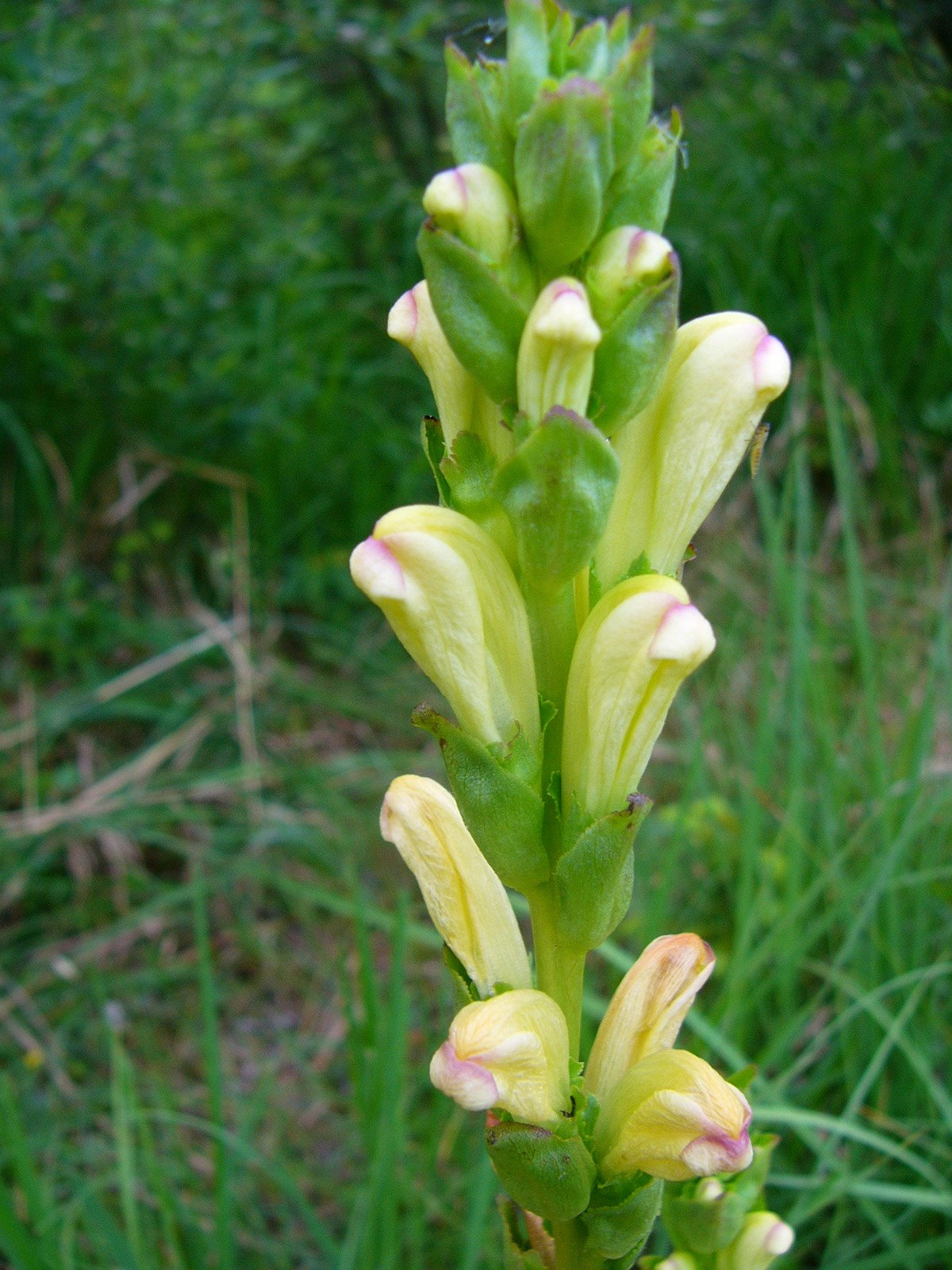
Суцвіття
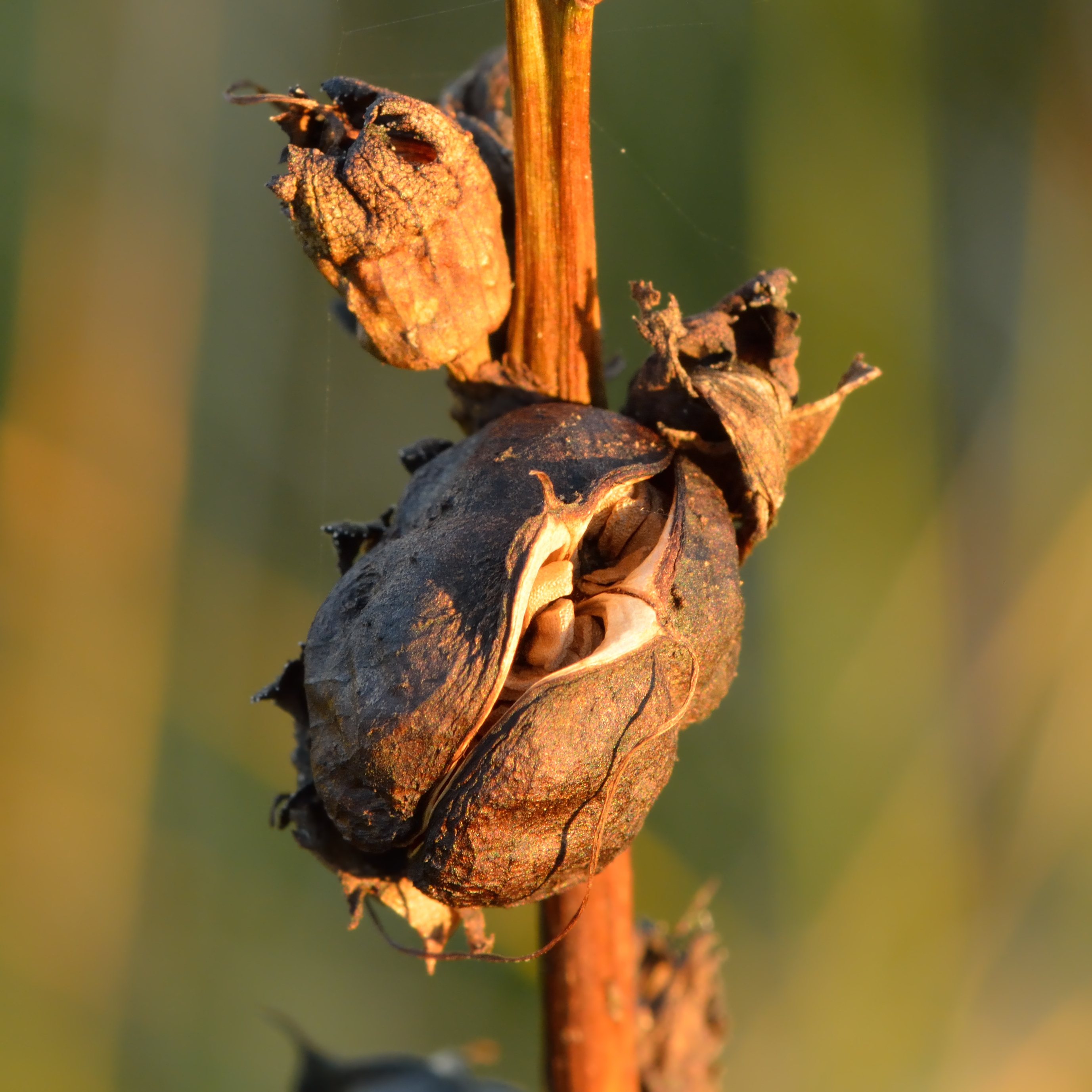
Плід
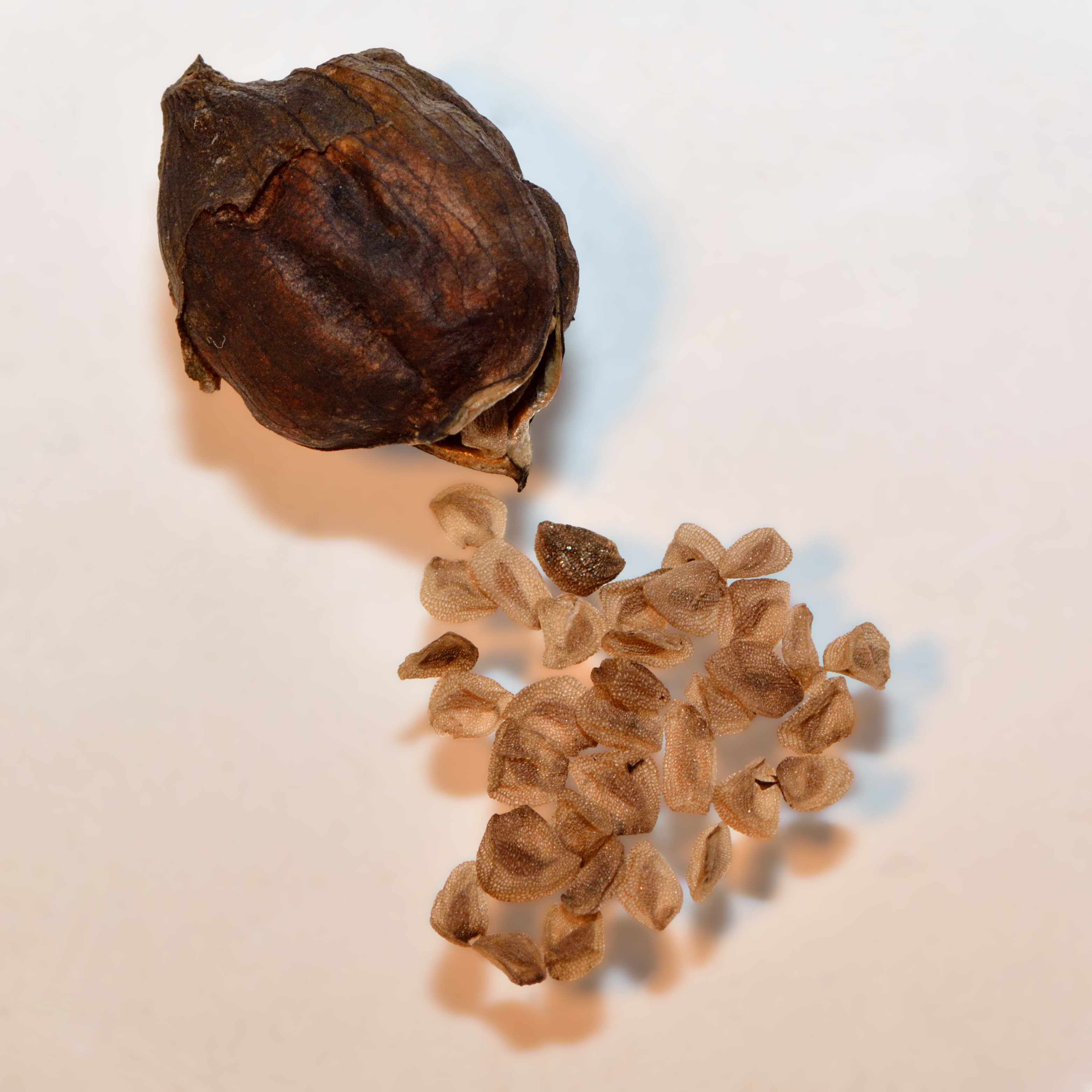
Плід і насіння

## Синоніми
- Pedicularis fastulosa Turcz.
- Pedicularis folioceterac Gilib.
- Pedicularis macrostachya St.-Lag.
- Pedicularis sceptrum-carolinum var. glabra Bunge
- Pedicularis sceptrum-carolinum subsp. sceptrum-carolinum[1]